# 卡門島

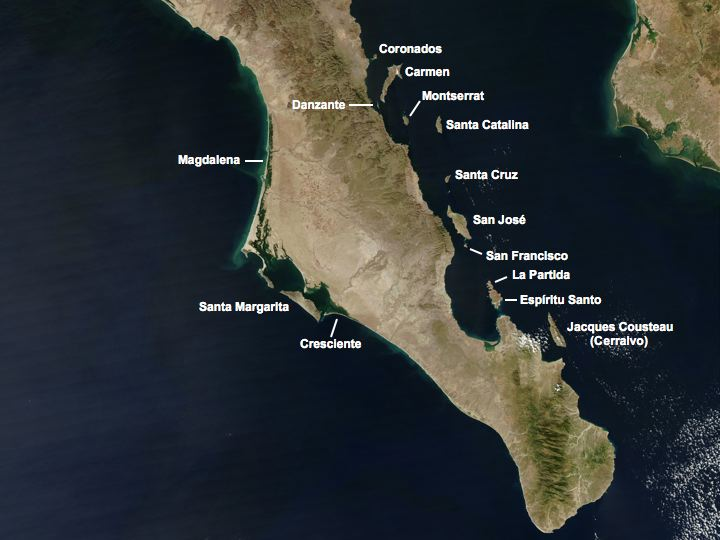

卡門島是墨西哥的島嶼，位於加利福尼亞灣南部，由洛雷托負責管轄，長32公里、寬12公里，面積145.94平方公里，最高點海拔高度479米，島上無人居住。

## 外部連結
- Ein Luftbild der Insel （页面存档备份，存于）
- Satellitenbild von Bahía Salinas（页面存档备份，存于）
- Karte des Nationalparks mit Isla Carmen